# Joroshílov
Joroshílov (del ruso: Хорошилов) es un jútor del raión de Primorsko-Ajtarsk del krai de Krasnodar en el sur de Rusia. Está situado junto a las marismas y limanes que forman la desembocadura del río Kirpili, 20 km al sureste de Primorsko-Ajtarsk y 111 km al noroeste de Krasnodar, la capital del krai. Tenía 63 habitantes en 2010.
Pertenece al municipio Svobodnoye.